# Charles Deber
Charles Michael Deber (* 20. April 1942 in Brooklyn) ist ein US-amerikanischer Biochemiker.
Deber studierte am Brooklyn Polytechnic Institute mit dem Bachelor-Abschluss 1962 und wurde 1967 am Massachusetts Institute of Technology in organischer Chemie bei Arthur C. Cope promoviert. Als Post-Doktorand war er Stipendiat der National Institutes of Health an der Harvard Medical School (bei Elkan Blout) und 1970 bis 1974 dort als Biochemiker. Ab 1976 war er Assistant Professor an der University of Toronto (Hospital for Sick Children), ab 1985 als Professor für Biochemie.
1975 war er Gastwissenschaftler am Enzyme Institute der University of Wisconsin-Madison.
Er befasst sich mit Peptid-Membran Strukturen und Wechselwirkung, was er mit spektroskopischen Methoden, molekularer Modellierung und Bioinformatik untersucht.  Bei den Membranproteinen befasste er sich unter anderem mit Chlor-Kanälen und den Cystis Fibrosis Transmembrane Conductance Regulator (CFTR). Er untersuchte, wie Mutationen in Membranproteinen zu Proteinfaltungsfehlern und entsprechenden Krankheiten führen (wie Zystische Fibrose) und Ansätzen für Therapeutika aus diesen Erkenntnissen. Außerdem untersucht er Inhibitoren für das Small Multidrug Resistance (SMR) Molekül in der Zellmembran von Bakterien, das es Bakterien ermöglicht resistent gegen Antibiotika zu werden. Er entwickelt in seinem Labor auch neuartige Peptide (cationic antimicrobial peptides, CAP), die auch gegen Bakterienfilme wirken, die gegen andere Antibiotika resistent sind.
1991 bis 1993 war er Präsident der American Peptide Society.
2000 erhielt er Vincent du Vigneaud Award, 2009 den Murray Goodman Award und 2017 den R. Bruce Merrifield Award. 2001 wurde er Fellow der Royal Society of Canada.